# Jivu
Jivu (kínaiul 义乌市) város Kínában, Csöcsiang tartományban. Lakosainak száma 1 859 390 fő (2020).

## Népesség
| 2010 | 1 234 015 |
| 2020 | 1 859 390 |

## Testvérvárosok
- Brooklyn